# Schloss Dietfurt
Das abgegangene Schloss Dietfurt  lag zwischen Pfarr- und Ringgasse innerhalb der Befestigung der oberpfälzischen Stadt Dietfurt an der Altmühl im Landkreis Neumarkt in der Oberpfalz. Die Anlage wird als Bodendenkmal unter der Aktennummer D-3-6935-0125 mit der Beschreibung „archäologische Befunde des abgegangenen frühneuzeitlichen Pflegschlosses in Dietfurt a.d. Altmühl“ geführt.

## Beschreibung
Das Pflegschloss lag unmittelbar östlich der Pfarrkirche St. Ägidius von Dietfurt an der Altmühl. Von dem Pflegschloss ist obertägig nichts erhalten, sondern der Bereich ist modern überbaut. 
Koordinaten: 49° 2′ 8,4″ N, 11° 35′ 18,9″ O